# 20 kilomètres marche masculin aux championnats du monde d'athlétisme 2017
Pour un article plus général, voir Championnats du monde d'athlétisme 2017.
Navigation
Pékin 2015 Doha 2019
L'épreuve du 20 kilomètres marche masculin des championnats du monde de 2017 se déroule le 13 août 2017 dans les rues de Londres, au Royaume-Uni.

## Critères de qualification
Pour se qualifier pour les championnats, il faut avoir réalisé 1 h 24 min 0 s ou moins entre le 1er janvier 2016 et le 23 juillet 2017.

## Médaillés
| Or            | Argent            | Bronze      |
| Éider Arévalo | Sergey Shirobokov | Caio Bonfim |

## Résultats
| Rang               | Athlète                 | Nationalité                | Temps           | Notes    |
| ------------------ | ----------------------- | -------------------------- | --------------- | -------- |
| Médaille d'or      | Éider Arévalo           | Colombie                   | 1 h 18 min 53 s | NR       |
| Médaille d'argent  | Sergey Shirobokov       | Athlètes neutres autorisés | 1 h 18 min 55 s |          |
| Médaille de bronze | Caio Bonfim             | Brésil                     | 1 h 19 min 04 s | NR       |
| 4                  | Lebogang Shange         | Afrique du Sud             | 1 h 19 min 18 s | NR       |
| 5                  | Christopher Linke       | Allemagne                  | 1 h 19 min 21 s |          |
| 6                  | Dane Alex Bird-Smith    | Australie                  | 1 h 19 min 28 s | PB       |
| 7                  | Wang Kaihua             | Chine                      | 1 h 19 min 30 s |          |
| 8                  | Álvaro Martín           | Espagne                    | 1 h 19 min 41 s | SB       |
| 9                  | Alberto Amezcua         | Espagne                    | 1 h 19 min 46 s | PB       |
| 10                 | Miguel Ángel López      | Espagne                    | 1 h 19 min 57 s | SB       |
| 11                 | Isamu Fujisawa          | Japon                      | 1 h 20 min 04 s |          |
| 12                 | Artur Brzozowski        | Pologne                    | 1 h 20 min 33 s | PB       |
| 13                 | Diego García            | Espagne                    | 1 h 20 min 34 s | PB       |
| 14                 | Eiki Takahashi          | Japon                      | 1 h 20 min 36 s |          |
| 15                 | Nils Brembach           | Allemagne                  | 1 h 20 min 42 s | PB       |
| 16                 | Giorgio Rubino          | Italie                     | 1 h 20 min 47 s | SB       |
| 17                 | Hagen Pohle             | Allemagne                  | 1 h 20 min 53 s | SB       |
| 18                 | Brian Pintado           | Équateur                   | 1 h 21 min 17 s | PB       |
| 19                 | Jin Xiangqian           | Chine                      | 1 h 21 min 24 s |          |
| 20                 | Damian Błocki           | Pologne                    | 1 h 21 min 29 s | PB       |
| 21                 | Erick Barrondo          | Guatemala                  | 1 h 21 min 34 s | SB       |
| 22                 | Aliaksandr Liakhovich   | Biélorussie                | 1 h 21 min 39 s |          |
| 23                 | Irfan Kolothum Thodi    | Inde                       | 1 h 21 min 40 s |          |
| 24                 | Kévin Campion           | France                     | 1 h 21 min 46 s |          |
| 25                 | Francesco Fortunato     | Italie                     | 1 h 22 min 01 s | PB       |
| 26                 | Kim Hyun-sub            | Corée du Sud               | 1 h 22 min 08 s |          |
| 27                 | Ruslan Dmytrenko        | Ukraine                    | 1 h 22 min 26 s | SB       |
| 28                 | Mauricio Arteaga        | Équateur                   | 1 h 22 min 28 s | SB       |
| 29                 | Marius Žiūkas           | Lituanie                   | 1 h 22 min 38 s |          |
| 30                 | Samuel Gathimba         | Kenya                      | 1 h 22 min 52 s | SB       |
| 31                 | Choe Byeong-kwang       | Corée du Sud               | 1 h 22 min 54 s | SB       |
| 32                 | Ivan Losyev             | Ukraine                    | 1 h 23 min 03 s | SB       |
| 33                 | César Augusto Rodríguez | Pérou                      | 1 h 23 min 05 s | PB       |
| 34                 | Wang Rui                | Chine                      | 1 h 23 min 09 s |          |
| 35                 | Jesús Tadeo Vega        | Mexique                    | 1 h 23 min 10 s | SB       |
| 36                 | Georgiy Sheiko          | Kazakhstan                 | 1 h 23 min 11 s |          |
| 37                 | Perseus Karlström       | Suède                      | 1 h 23 min 36 s |          |
| 38                 | Daisuke Matsunaga       | Japon                      | 1 h 23 min 39 s |          |
| 39                 | Yerko Araya             | Chili                      | 1 h 23 min 46 s |          |
| 40                 | José Alejandro Barrondo | Guatemala                  | 1 h 23 min 47 s |          |
| 41                 | Callum Wilkinson        | Royaume-Uni                | 1 h 23 min 54 s |          |
| 42                 | Alexandros Papamichail  | Grèce                      | 1 h 23 min 56 s |          |
| 43                 | Pedro Daniel Gómez      | Mexique                    | 1 h 24 min 11 s |          |
| 44                 | Anatole Ibáñez          | Suède                      | 1 h 24 min 23 s | SB       |
| 45                 | Ersin Tacir             | Turquie                    | 1 h 24 min 43 s |          |
| 46                 | Juan Manuel Cano        | Argentine                  | 1 h 24 min 49 s |          |
| 47                 | Manuel Esteban Soto     | Colombie                   | 1 h 24 min 56 s |          |
| 48                 | Matteo Giupponi         | Italie                     | 1 h 25 min 20 s | SB       |
| 49                 | Dzmitry Dziubin         | Biélorussie                | 1 h 25 min 41 s |          |
| 50                 | Devender Singh          | Inde                       | 1 h 25 min 47 s |          |
| 51                 | Benjamin Thorne         | Canada                     | 1 h 26 min 56 s |          |
| 52                 | José María Raymundo     | Guatemala                  | 1 h 27 min 09 s |          |
| 53                 | Jakub Jelonek           | Pologne                    | 1 h 27 min 43 s |          |
| 54                 | Ganapathi Krishnan      | Inde                       | 1 h 28 min 32 s |          |
| 55                 | Serhiy Budza            | Ukraine                    | 1 h 29 min 25 s |          |
| 56                 | Rhydian Cowley          | Australie                  | 1 h 30 min 40 s |          |
| 57                 | Kim Dae-ho              | Corée du Sud               | 1 h 30 min 41 s |          |
| 58                 | Mert Atlı               | Turquie                    | 1 h 31 min 26 s |          |
| —                  | Salih Korkmaz           | Turquie                    | DNF             |          |
| —                  | Eder Sánchez            | Mexique                    | DNF             |          |
| —                  | Simon Wachira           | Kenya                      | DNF             |          |
| —                  | Tom Bosworth            | Royaume-Uni                | DQ              | 230.6(a) |
| —                  | Alex Wright             | Irlande                    | DQ              | 230.6(a) |
| —                  | Richard Vargas          | Venezuela                  | DQ              | 230.6(a) |

## Légende
Records et Performances
- AR : Record continental (area record)
- CR : Record des championnats (championship record)
- MR : Record du meeting (meet record)
- NR : Record national (national record)
- OR : Record olympique (olympic record)
- PR : Record paralympique (paralympic record)
- PB : Record personnel (personal best)
- SB : Meilleure performance personnelle de la saison (season's best)
- WL : Meilleure performance mondiale de l'année (world leader)
- WJR : Record du monde junior (world junior record)
- WR : Record du monde (world record)

Circonstances et Conditions
- DNF : N'a pas terminé (did not finish)
- DNS : N'a pas pris le départ (did not start)
- DQ : Disqualification (disqualification)
- NM : Aucun essai valable enregistré (No Mark)
- Q : Qualifié « directement » au prochain tour (ou à la prochaine compétition), lors d'une compétition majeure, grâce au classement ou à la réalisation des minima (automatic qualifier)
- q : Qualifié au prochain tour (ou à la prochaine compétition), lors d'une compétition majeure, grâce au repêchage ou à la réalisation de l'une des meilleures performances parmi celles des « non qualifiés directement » (grâce au meilleur temps ou à la meilleure distance par exemple) (secondary qualifier)